# Капуто, Томмазо
Томмазо Капуто (итал. Tommaso Caputo; род. 17 октября 1950, Афрагола, Италия) — итальянский прелат и ватиканский дипломат. Руководитель протокола государственного секретариата Святого Престола с 19 июня 1993 по 3 сентября 2007. Титулярный архиепископ Отрикулума с 3 сентября 2007 по 10 ноября 2012. Апостольский нунций на Мальте и Ливии с 3 сентября 2007 по 10 ноября 2012. Территориальный прелат Блаженной Девы Марии Святейшего Розария с 10 ноября 2012.